# Iso-Petäinen (sjö i Norra Savolax, Finland)
Iso-Petäinen eller Pettäinen är en sjö i Finland. Den ligger i kommunen Siilinjärvi i landskapet Norra Savolax, i den centrala delen av landet, 300 km norr om huvudstaden Helsingfors. Iso-Petäinen ligger 86,2 meter över havet. Den är 14 meter djup. Arean är 1,02 kvadratkilometer och strandlinjen är 10,12 kilometer lång. Sjön  ingår i Vuoksens huvudavrinningsområde. 